# Luksemburgovci
Dinastija Luksemburg ili Luksemburgovci (češ. Lucemburkové, njem. Haus Luxemburg), srednjovjekovna europska vladarska dinastija čiji su članovi vladali Svetim Rimskim Carstvom i Češkom.

## Povijest Luksemburgovaca
Godine 963. stekao je ardenski grof Siegfried grad Lucilinburhuc, koji je 1060. godine dao ime i grofovskoj obitelji i njezinu posjedu. Kada je 1136. godine grof Konrad II. Luksemburški umro bez potomaka, grofoviju je naslijedio njegov rođak po majčinoj liniji, Henrik IV. iz dinastije Namur. On je umro 1196. godine, a naslijedila ga je kći Ermesinde, koja je u drugom braku s Waleranom III. Limburškim ostvarila temelje buduće moći luksemburške dinastije.
U 12. i 13. stoljeću posjedi se luksemburških grofova povećavaju, kao i njihova moć, osobito nakon što je Henrik VII. postao rimsko-njemačkim carem 1312. godine. Nije uspio svome sinu Ivanu I. osigurati njemačko carsko prijestolje zbog protivljenja Habsburgovaca, ali osigurao mu je češku krunu 1310. godine. Ivanov sin, rimsko-njemački car Karlo IV. podijelio je svojoj obitelji vojvodski naslov 1354. godine.
Godine 1378. Karla je naslijedio njegov sin Vaclav IV. kao kralj Češke i kralj Njemačke, a 1383. godine naslijedio je strica Vaclava I. kao luksemburški vojvoda. Godine 1400. izgubio je njemačku krunu, ali je zadržao češku. Naslijedio ga je brat Sigismund, koji je 1387. godine stekao hrvatsko-ugarsko prijestolje, a 1433. godine vratio je obitelji i njemačku carsku krunu. Umro je 1437. godine bez muškog potomka, a naslijedila ga je kći Elizabeta, čime se ugasila dinastija.
Mlađi ogranak Luksemburgovaca vodi podrijetlo od Waleranova sina Henrika V., čiji je mlađi sin Waleran I., brat njemačkog cara Henrika IV., postao utemeljitelj luksemburškog ogranka, grofova od Lignyja. Obitelj je 1587. godine uzdignuta na čast knezova od Brienna, ali je uskoro izumrla u muškoj lozi (1608.).